# 斯堪地那維亞體育館
斯堪地那維亞體育館（瑞典語：Scandinavium，瑞典語發音：[skandɪˈnɑ̌ːvɪɵm]）是一座位於瑞典哥特堡的室內體育館。在經歷了數十年的波折後，斯堪地那維亞體育館興建工程於1969年展開，並在1971年5月18日落成啟用。

## 外部連結
- Scandinavium （页面存档备份，存于） — 官方網站
- Frölunda Indians （页面存档备份，存于） — 官方網站
- Göteborg Horse Show （页面存档备份，存于） — 官方網站
- Förvaltnings AB Framtiden （页面存档备份，存于）  — 官方網站